# Pamela Varela
Pamela Varela est une cinéaste chilienne née à Santiago du Chili.

## Biographie
Après avoir quitté le Chili en 1973, Pamela Varela a suivi des études scientifiques et de cinéma en France.

## Filmographie

### Courts métrages
- 2012 : Souffre !
- 2016 : Madame Cléante n'ira pas au cimetière

### Longs métrages
- 2008 : Las Sasons
- 2014 : Le Voyage d'Ana
- 2018 : Y después
- 2022 : Tumulte
- 2024 : L'Échappée belle